# Liste von Akkordeonkomponisten
Das ist eine Liste der Komponisten, die Lieder für das Musikinstrument Akkordeon schreiben oder geschrieben haben.

## A
- Jin-Ah Ahn, Zwischenträume für Akkordeon solo
- Kalevi Aho (* 1949): Sonate für Akkordeon Nr.1 (auch als Version für 2 Akkordeons) (1984/1989) und Sonate für Akkordeon Nr.2 Black Birds (1990)
- Georg von Albrecht (1891–1976): Abendklänge einer östlichen Stadt (1945) für Akkordeon solo
- Hermann Ambrosius (1897–1983): Solo- und Ensemblestücke (ab 1939)
- Gerhard Anders-Strehmel (1909–1991): Solostücke (erhalten ab 1951)
- Georges Aperghis (* 1945)
- Jörn Arnecke (* 1973): Akkordeon in Klingt meine Linde (1995–98)
- Lydie Auvray (* 1956): Solostücke und Musikalben für Gesang, Akkordeon und Band
- Slavko Avsenik (1929–2015): Lieder und Ensemblestücke (seit 1953)

## B
- Vykintas Baltakas (* 1972)
- Thomas Bauer (* 1960)
- Alfred von Beckerath (1901–1978): Solostücke (ab 1950?)
- Michael Beil: Und ACHT für Akkordeon und Zuspiel
- Eckart Beinke (* 1956): Ensemblestücke, Bhi für Akkordeon solo
- Niels Viggo Bentzon (1919–2000): Sinfonia concertante (1974) für Akkordeon-Ensemble und Orchester
- Alban Berg (1885–1935): Akkordeon in der Wirtshausszene von Wozzeck (1915–21)
- Stefan Beyer (* 1981): notoriously pyratish (2007)[1]
- Luciano Berio (1925–2003): Sequenza XIII (1995) für Akkordeon solo
- Heinrich Biegenzahn (* 1970)
- Helmut Bieler (1940–2019): Akkordeon in Memorandum für eine Grabklingel (1983)
- Jörg Birkenkötter (* 1963): Vier Stücke (1989) für Akkordeon solo
- Volker Blumenthaler (* 1951): colori-di-dissidio (2005) für Akkordeon solo
- Jerry Bock (1928–2010): Akkordeon in Anatevka
- Arrigo Boito (1842–1918): Akkordeon in Mefistofele (1868/75)
- Hans Boll (1923–2016): Solo- und Ensemblestücke, Werke für Akkordeonorchester
- Dietmar Bonnen (* 1958): Die Nachtwache (1988) für Akkordeon, Becken und Streichorchester
- Bettina Born: Duo-Stücke mit Klavier
- Siegfried Borris (1906–1987): Acht Studien (1956) für Akkordeon solo
- Hans-Jürgen von Bose (* 1953): Siete Textos de Miguel Ángel Bustos (1991) für Sopran, Akkordeon und Violoncello
- Jaroslav Brabec (* 1979): Konzert für Altsaxofon und Akkordeonorchester (2002)
- Nikolaus Brass (* 1949): Seven Thoughts (2001) für Piccoloflöte, Akkordeon und Schlagzeug; a due (2003) für Akkordeon und Violine; Echofantasie für P. K. (2004) für Akkordeon und Orgel; Signs and Signals (2004/05) für Bassetthorn, Horn, Akkordeon, Klavier, Schlagzeug, Violine und Viola; music by numbers (1998/2005) für Violine und Akkordeon; Twombly Music (2005) für Violine, Gitarre und Akkordeon; Schatten (2007) für Horn und Akkordeon; music by numbers III (2007/08) für Violine, Akkordeon und Kammerorchester; Dialoghi d’amore III (2008) für Klavier und Akkordeon; Trennzeichen (2009) für Akkordeon
- Hans Brehme (1904–1957): Suite (1945), Paganiniana (1952) und weitere Solostücke
- Thomas Bruttger (* 1954): Effervescence (1991) für Akkordeon solo
- Renato Bui (* 1934): Fantasy in concert für Akkordeonorchester

## C
- John Cage (1912–1992)
- Álvaro Carlevaro (* 1957): Alángel (1992) für Akkordeon solo
- Sebastian Claren (* 1965): Baby (1998) für Akkordeon solo
- Aldo Clementi (* 1925): …ein Kleines… (1998) für Akkordeon solo
- Shai Cohen (* 1968): From earth to wind (2004) für Akkordeon und Erzähler (Text: Netta Alony?)
- Sidney Corbett (* 1960): Supplications of Yasha the Penitent (1998) für Akkordeon solo

## D
- Tobias Dalhof (* 1983): H2O (2009) für Akkordeonorchester, Panomera (2012) für Akkordeonorchester
- Art Van Damme (1920–2010)
- Eric Dann (* 1987): Family Suite (2016) für Akkordeon solo
- Dirk D’Ase (* 1960): Akkordeonkonzert
- Helmut Degen (1911–1995): Sonate in G (1952) und weitere Solostücke
- Michael Denhoff (* 1955): Girotondo op. 52 (1988), Wie eine Linie dunkelblauen Schweigens op. 80 (1997) – sieben Gesänge nach Gedichten von Selma Meerbaum-Eisinger für Mezzosopran (Alt) und Konzertakkordeon
- Edison Denisov (1929–1996) Des ténèbres à la lumière (From Dusk to Light) (1995)
- Paul Dessau (1894–1979): Akkordeon in Die Verurteilung des Lukullus (1949–51, Libretto: Bertolt Brecht)
- Hubert Deuringer (1924–2014)
- Helmut Deweil († 1998)
- James Dillon (* 1950): Two Studies (2001) für Akkordeon solo
- Violeta Dinescu (* 1953): Lun-Fu (1996) für Violine und Akkordeon; Licht-Bruch (2001) für Akkordeon solo
- Fritz Dobler (1927–2024):
  - Stücke für Akkordeon solo: Im Balladenton (1944), Mosaic (1980), Musik 1982 (1982), Introduction und Toccata (1991)
  - für 2 Akkordeons: Fafner und Fasolt
  - für Akkordeonorchester: Divertmento, Slawische Skizze (1957), Romanze (1966), Werziade I (1972), Werziade II, Werziade III, Werziade IV (1994), Keniade (2001), Walzerträume (2018), u. a.
- Henri Dutilleux (1916–2013): Akkordeon in Le temps l'horloge (2006/07) für Sopran und Orchester, nach Gedichten von Jean Tardieu, Robert Desnos und Charles Baudelaire
- Jiří Dvořáček (1928–2000)

## E
- Arthur Egidi (1859–1943): Pastorale und Serenade (1942) für Akkordeon solo
- Heinz Ehme (1919–2016): Black Bolero
- Hermann Erdlen (1893–1972): Teufelstanz (1950) und weitere Solostücke
- Georg Espitalier (1926–2010)

## F
- Jindřich Feld (1925–2007): Andersens Märchen (1985) für Akkordeonorchester und Schlagwerk; Solo- und Kammermusikstücke
- Ernst Helmut Flammer (* 1949): ECasPiSanKuDraRa (1993) für Akkordeon solo
- Willy Fröhlich (1894–1979): Solostücke (ab 1938?)
- Gerhard Frommel (1906–1984): Intermezzo (1945) für Akkordeon solo
- Ronny Fugmann (* 1978): Tiny Celtic Symphony (2009) & Edmon, King of Verduvia (2013), beide Werke jeweils Preisträger bei Kompositionswettbewerben für neue Akkordeonmusik des DHV[2]
- Beat Furrer (* 1954)
- Hugo Felder (* 1971)
- Andreas Eduardo Frank (* 1987)

## G
- Richard Galliano (* 1950)
- Natalia Gaviola (* 1969): desde de los bordes (2004) für Akkordeon solo
- Heinz Gengler (1914–2009)
- Heinz Gerlach (1910–1943): Harmonika-Polka Tanzende Finger (1938)
- Ottmar Gerster (1897–1969): Drei kleine Stücke (1949) für Akkordeon solo
- Stefano Gervasoni (* 1962)
- Will Glahé (1902–1989): Quecksilber-Polka (1937), Im Gänsemarsch (1938) Tanz-Intermezzo
- Vinko Globokar (* 1934): Dialog über Luft (1994) für Akkordeon solo
- Adolf Götz (* 1938)
- Ali Gorji (* 1978) Flatterflügel für Akkordeon und Elektronik
- Willi Gräff († 1994)
- David Graham (* 1951)
- Alexander Grinberg (* 1961)
- Walter Grob (1928–2014)
- Grock (1880–1959)
- Sofia Gubaidulina (1931–2025): De profundis (1978) und et expecto (1985) für Akkordeon solo

## H
- Friedrich Haag (1880–1959): Solostücke (ab 1940?)
- Georg Friedrich Haas (* 1953)
- Stefan Hakenberg (* 1960): Kammermusik, Akkordeon im Orchester und Akkordeonorchester
- Bryn Harrison (* 1969)
- Werner Heetfeld (* 1930; Pseudonym Stephan Heepen): Solostücke und Duos (ab 1953?)
- Joachim Heintz: Schlagschatten für Akkordeon und Elektronik
- Hans Werner Henze (1926–2012): Akkordeon(s) in König Hirsch (1953–56) und We come to the river (1974/76)
- Hugo Herrmann (1896–1967): Sieben neue Spielmusiken (1926) und weitere Solostücke; Konzerte für Akkordeon und Orchester
- Hans-Joachim Hespos (1938–2022): Abutak (1983) und weitere Solostücke
- Volker Heyn (* 1938): Quetsch (1987) für Akkordeon solo
- Manuel Hidalgo (* 1956): Adagio esperando (1989) für Akkordeon solo
- Alan Hilario (* 1967): Mann mit Akkordeon Pirouettiren (2002) für Akkordeon solo
- Stefan Hippe (* 1966): Die Versuchung des heiligen Antonius (1986/97), Die Monde des Saturn (2005ff.) und weitere Stücke für Akkordeonorchester; Solo- und Kammermusikstücke
- Theodor Hlouschek (1923–2010): Variationen über ein böhmisches Volkslied für Akkordeon solo sowie weitere Solo- und Kammermusikwerke
- Adriana Hölszky (* 1953): High Way (1998/99) für Akkordeon und Ensemble; Solo- und Kammermusikstücke
- Alfons Holzschuh (1904–1983)
- Heinz Holliger (* 1939)
- Toshio Hosokawa (* 1955): Melodia (1979) und Sen V (1991) für Akkordeon solo; In die Tiefe der Zeit (1994) für Violoncello, Akkordeon und Orchester
- Klaus Huber (1924–2017): Ein Hauch von Unzeit (1972) und weitere Solostücke
- Nicolaus A. Huber (* 1939): Auf Flügeln der Harfe (1985) für Akkordeon solo, SFinAGONx WÄH + RAP II ad lib. (2022) für Akkordeon solo, Stimme und Flexaton
- Bertold Hummel (1925–2002): Tripartita (1986) für Akkordeon und Streichquartett
- Gottfried Hummel (* 1968)
- Leopold Hurt: Akkordeon in ALPenmusik (1999, Texte: nach Finnegans Wake von James Joyce)

## I
- Kurt Illing (1923–2015)

## J
- Wolfgang Jacobi (1894–1972): Solostücke, Kammermusik, Werke für Solo-Akkordeon und Orchester und Werke für Akkordeonorchester
- Michael Jarrell (* 1958): Epigraphe (2002) für Akkordeon und Orchester
- Wolfgang Jehn (1937–2017)
- Alexander Jekic (* 1964)

## K
- Franz F. Kaern (* 1973): LUKAMÄLordEON[3]
- Mischa Käser (* 1959): Welcome to the Photogallery of Mr. Henri Cartier-Bresson (UA 1999) für Akkordeon solo
- Mauricio Kagel (1931–2008): Episoden, Figuren (1993) und weitere Solostücke[4]
- Ernst-Thilo Kalke (1924–2018)
- Shigeru Kan-no (* 1959)
- Giya Kancheli (1935–2019) Kápote for accordion, percussion, bass guitar and string orchestra (2006)
- Georg Katzer (1935–2019)
- Hubert Kicken (1921–1994): Variété Impressie, Kasen, Avondmuziek, Helmi, Hazendans Wilma
- Juliane Klein (* 1966): Aus der Wand die Rinne 4 (1998) für Akkordeon solo; Kammermusikstücke
- Richard Rudolf Klein (1921–2011): Toccata (1945) für Akkordeon solo
- Sebastian Klein (* 1978)
- Gustav Kneip (1905–1992): Solostücke (ab 1938?)
- Ernst-Lothar von Knorr (1896–1973): Suite (1945) und weitere Solostücke
- Babette Koblenz (* 1956)
- Sven-Ingo Koch (* 1974)
- Hans-Günther Kölz (* 1956)
- Ernst Kohler (1910–1973): Solostücke
- Heinrich Konietzny (1910–1983): Der Mond Ist Aufgegangen – Sinfonische Variationen und zahlreiche weitere Werke
- Liselotte Krasmann (1912–1959): Solostücke (ab 1944?)
- Clemens Kremer (1930–2000): Tokkata (1948) für Akkordeon und Schlagzeug; Atmungen – Beatmungen (1970/71) für 17 Akkordeons und Elektronium
- Ernst Krenek (1900–1991): Toccata (1962) und Acco Music (1977) für Akkordeon solo
- Andrzej Krzanowski (1951–1990): Studium I (1973) für Akkordeon und Orchester; Solo- und Kammermusikstücke
- Andreas Kunstein (1967): 10 Epigramme und 2 Portraits
- Timo-Juhani Kyllönen (* 1955): Konzerte für Akkordeon und Orchester

## L
- Jiří Laburda (1931–2025): Concerto (1962) für Akkordeon und Streicher; Solo- und Kammermusikstücke
- Benjamin Lang (* 1976): Glistening Flurry (2010/11) für Akkordeon solo
- Hans Lang (1897–1968): Solostücke (ab 1942?)
- Moritz Laßmann (* 1987): Romanze für Violoncello und Akkordeon-Orchester (2010)[5]; Mutationes für Baritonsaxophon und Akkordeon (2012); Hymne für Akkordeon-Orchester (2017)
- Norbert Laufer (* 1960)
- Josef Lechthaler (1891–1948): Sonatine (1938) für Akkordeon solo
- Magnus Lindberg (* 1958): Jeux d’anches (1990) für Akkordeon solo
- Jürgen Löchter (* 1939)
- Horst Lohse (* 1943): Turm der Winde (2004/05) für Akkordeonorchester; La siesta del trópico (1988/2006, Text: Rubén Darío) für mittlere Stimme (Mezzosopran oder Bariton), Klarinette, Schlagzeug und Akkordeon; Drei Lieder (2006, Texte: Ingo Cesaro) für Sopran und Akkordeon; Doppelter Abschied (2009) für Klarinette, Horn, Viola, Schlagzeug und Akkordeon
- Torbjörn Lundquist (1920–2000)

## M
- Peter Machajdík (* 1961): Concerto (2009) für zwei Bajane und Orchester, Early and Late Clarities (2012) für Akkordeon, Green (2015) für Akkordeon, Effugium (2015) für Akkordeon und Audio-Playback[6]
- Claus-Steffen Mahnkopf (* 1962): deconstructing accordion (2000/01) für Akkordeon solo[7]
- Curt Mahr (1907–1978)
- Maximilian Marcoll (* 1981): Compound No.1: CAR SEX VOICE HONKER; Compound No.1a: CAR SEX VOICE HONKER
- Bohuslav Martinů (1890–1959): Akkordeon in Griechische Passion (1956)
- Brent McCall (1940–2019)
- Chiel Meijering (* 1954)
- Enno Meyenburg (1942–1998): Variationen über das ukrainische Lied Fesche Minka, Romantische Suite
- Misato Mochizuki (* 1969): Pas à pas (2000) für Fagott und Akkordeon
- Philipp Mohler (1908–1982): Solostücke (ab 1945?)
- Gerhard Mohr (1901–1979)
- Roland Moser (* 1943): cantando con voci diversi (1999) für Akkordeon solo
- Tobias Morgenstern (* 1960)
- Isabel Mundry (* 1963): Spiegel Bilder (1996) für Klarinette und Akkordeon[8]
- Luigi Morleo (* 1970): Concerto per i popoli (2008) für Akkordeon und Kammermusikstücke
- Heinz Munsonius (1910–1963): Polka Kurz und gut (1940), Foxtrott Kleiner Mohr, Intermezzo Katzensprünge

## N
- Andreas Nebl (* 1968)
- Tapio Nevanlinna (* 1954)
- Jalalu-Kalvert Nelson (* 1951): Night songs (1998) für Akkordeon solo
- Manfred Niehaus (1933–2013)
- Arne Nordheim (1931–2010): Dinosauros für Akkordeon und Tonband (1970); Flashing (1987) für Akkordeon solo
- Milan Novotny (* 1955)

## O
- Karola Obermüller (* 1977): WindKaskaden (2006) für Klarinette und Akkordeon; will o’ wisp (2006) für Blockflöte, Flöte, Bass-Koto und Akkordeon
- Michael Obst (* 1955): Reflections (1999) für Akkordeon solo
- Samir Odeh-Tamimi: Tslalim für Akkordeon solo
- Helmut Oehring (* 1961): gestopfte Leere (1991) für Akkordeon solo
- Vivienne Olive (* 1950): Ceilidh (2005) für Akkordeon solo
- Pauline Oliveros (1932–2016)
- Carl Orff (1895–1982): Ziehharmonika in Der Mond (1937/38)
- Daniel Ott (* 1960): molto semplicemente (1988/89) für Akkordeon solo

## P
- Younghi Pagh-Paan (* 1945): Ne Ma-Um (1996–98) für Akkordeon und Rasseln, Moira für Akkordeon und Mezzosopran
- Ruta Paidere (* 1977) Fragments für Akkordeon, Schlagzeug und Kammerensemble
- Yongshil Park (* 1959): U-Rak (1993) für Akkordeon solo
- Brice Pauset (* 1963): Wiegenlieder (2007) für Akkordeon solo
- Cathrin Pfeifer: Solostücke; Stücke für Akkordeon und Band
- Astor Piazzolla (1921–1992)
- Matthias Pintscher (* 1971): Figura III (1999) für Akkordeon solo
- Robert HP Platz (* 1951): senko-hana-bi (1997) für Akkordeon solo
- Bernfried E. G. Pröve (* 1963): Herzstück I-III (2003) für Akkordeon solo

## R
- Deltscho Ivanov Radev (1935–2018)[9]
- Hans Rauch (1929–1983): Großstadtbilder, Variationen über Ein Männlein steht im Walde
- Louis Richardet (1911–1988)
- Rolf Riehm (* 1937): Scheherazade (1990) und Push pull (1996) für Akkordeon solo
- Wolfgang Rihm (1952–2024): Fetzen (2000–04) für Akkordeon und Streichquartett
- Kaspar Roeseling (1894–1960): Capriccio (1935) und andere Solostücke
- Uros Rojko (* 1954)
- Lucia Ronchetti (* 1963): Bendel Schlemihl (2001) für Akkordeon und Live-Elektronik
- Herbert Roth
- Wolfgang Russ (* 1954)

## S
- Italo Salizzato (* 1941): für Akkordeon, Klavier, Chor und Orchester
- Rebecca Saunders (* 1967): miniata (2004) für Akkordeon, Klavier, Chor und Orchester; Solo- und Kammermusikstücke
- Josef Schelb (1894–1977): Solostücke (ab 1943?)
- Annette Schlünz Journal No. 2 Akkordeon solo, Verstummen Akkordeon + Schlagzeug
- Iris ter Schiphorst: Für Akkordeon (2002) für Akkordeon solo
- Hermann Schittenhelm (1893–1979): Solostücke
- Steffen Schleiermacher (* 1960)
- Mark-Andreas Schlingensiepen (* 1956): Totentanz (1999/2001) für Klarinette, Violine, Violoncello und Akkordeon
- Hartmut Schmidt (* 1946) Englischhornquartett; für Englischhorn, Akkordeon, Klavier und Violoncello
- Ole Schmidt (* 1963)
- Dieter Schnebel (1930–2018): Medusa (1989–93) für Akkordeon solo
- Werner Schramm (1903–1967): Kleine Suite im alten Stil (1939) für Akkordeon solo
- Cornelius Schwehr (* 1953): aus den kamalattanischen liedern (1992) für Akkordeon solo
- Kilian Schwoon (* 1972): Stilles Relief (1998) für Akkordeon solo
- Salvatore Sciarrino (* 1947): Vagabonde blu (2000) für Akkordeon solo
- Daniel N. Seel
- Charlotte Seither (* 1965): solo Herzform, Krater, solo Never real, always true, Inventaire de départ für Akkordeon und Elektronik
- John Serry senior (1915–2003): Concerto For Free Bass Accordion (1966) für Akkordeon solo, American Rhapsody (1955) für Akkordeon solo
- Alexander Shchetynsky (* 1960): Sonata (1983), Sad Song (1984), Four Inventions (1985), Poco misterioso (1991), For Every City (2013) für Akkordeon solo; Two... In Parallel... Disjoint? für Klarinette und Akkordeon (1998), Together für Violine und Akkordeon (1995)
- Howard Skempton (* 1947): Pendulum (1978), Breathing Space (1983) und weitere Solostücke
- Martin Smolka (* 1959): Lamento metodico (2006) für Akkordeon solo
- Wladislaw Solotarjow (1942–1975)
- Mathias Spahlinger (* 1944)
- Norbert Sprave (* 1972)
- Rudi Spring (* 1962): Tangos für Akkordeon, Hackbrett und Klavier; Solo-, Ensemble- und Orchesterstücke
- Gerhard Stäbler (* 1949): Californian Dreams (1986)
- Manfred Stahnke (* 1951): Partita III – Ciconietta (1996/97) für Akkordeon solo
- Marius Staible (* 1997): SkyPiea (2016) für Akkordeon Solo
- Fritz Stege (1896–1967): Solostücke (ab 1936?)
- Carlos Stella (* 1961): warum rauchst so viel, lili? für Akkordeon und Klavier; adieu à venise, nach Georges Perec, für Frauenstimme und Akkordeon
- Ernstalbrecht Stiebler (1934–2024): …im Klang… (1995) für Akkordeon solo
- Gerhard Strecke (1890–1968): Sonatine (1960) und andere Solostücke
- Uwe Strübing (* 1956): Im Schutz der Dunkelheit (1997) für Akkordeonorchester
- Iris Szeghy (* 1956): Canticum (2002) für Akkordeon solo

## T
- Giorgio Colombo Taccani (* 1961): Aria di sortita (2001) für Akkordeon solo
- Yuiy Takahashi (* 1938): Like a water buffalo (1985) für Akkordeon solo
- Giorgio Tedde (* 1958): Ballu (1997) für Akkordeon solo
- Stefan Thomas (* 1968): Sisyphonie (1998/99, Texte: Kurt Drawert) für Sopran, Flöte, Klarinette, Schlagzeug, Akkordeon und Klavier
- Maurice Thöni (1897–1980): Komponist, Arrangeur und Verleger (Edition Thöni) für Akkordeon Solo, Akkordeon Orchester und Blasorchester
- Jukka Tiensuu (* 1948): Aufschwung (1977) für Akkordeon solo; Spiriti für Akkordeon und Orchester
- Yann Tiersen (* 1970)
- Veronika Todorova (* 1987)
- František Tomášek (* 1985) Konzert für Akkordeon und Orchester (2009)
- José Luis Torá (* 1966): contrapasso einer gesperrten K.347 (Balletto d’Incerto) (2006/07) für Akkordeon solo
- Václav Trojan (1907–1983)
- Jan Truhlar (1928–2007)
- Nikolai Jakowlewitsch Tschaikin (1915–2000)
- Tapio Tuomela (* 1959): Feux follets (1995) für Akkordeon solo

## U
- Hermann Unger (1886–1958): Solostücke (ab 1938?)

## V
- Willi Valotti (* 1949)
- Heikki Valpola (* 1946)
- Jacob ter Veldhuis (* 1951): Views from a dutch train (für Akkordeon-Duo), Angel (solo)
- Albert Vossen (1910–1971): Akkordeon-Solo Flick-Flack (1940)

## W
- Dietmar Walther (1923–2017)
- Caspar Johannes Walter (* 1964)
- Stefan Johannes Walter (* 1968)
- Otto Weilburg (1889–1941): Schule des Bassspiels
- Daniel Weissberg (* 1954): stillstand (1998) für Akkordeon solo
- Fred Weismann (* 1959) für Akkordeon solo und Orchester
- Eberhard-Ludwig Wittmer (1905–1989): Solostücke und Duos (ab 1935?)
- Christian Wolff (* 1934): Balancing (2002) für Akkordeon solo
- John Woolrich (* 1954): Dum spiro, spero (2001) für Akkordeon solo
- Rudolf Würthner (1920–1974): Solostücke (ab 1951)

## Y
- Yasuko Yamaguchi (* 1969)
- Isang Yun (1917–1995): Concertino (1983) für Akkordeon und Streichquartett; Intermezzo (1988) für Violoncello und Akkordeon

## Z
- Helmut Zapf (* 1956): Nachtstück (1994) für Akkordeon solo
- Hans Zender (1936–2019)
- Hermann Zilcher (1881–1948): Solo- und Kammermusikstücke (ab 1936?)
- Walter Zimmermann (* 1949): Schatten der Ideen 3 (1993) für Akkordeon solo
- Mijana Zivkovic: Notte d’estate für Akkordeon solo
- John Zorn (* 1953): Road Runner (1986) für Akkordeon solo
- Vladimir Zubitski (* 1953): Perpetuum mobile